# Брокен-Боу (Оклахома)
Брокен-Боу (англ. Broken Bow) — місто (англ. city) в США, в окрузі Маккертен штату Оклахома. Населення — 4228 осіб (2020).

## Географія
Брокен-Боу розташований за координатами 34°1′40″ пн. ш. 94°44′32″ зх. д. / 34.02778° пн. ш. 94.74222° зх. д. (34.027882, -94.742231).  За даними Бюро перепису населення США в 2010 році місто мало площу 15,96 км², з яких 15,85 км² — суходіл та 0,11 км² — водойми.

### Клімат
| Клімат : Брокен-Боу      | Клімат : Брокен-Боу | Клімат : Брокен-Боу | Клімат : Брокен-Боу | Клімат : Брокен-Боу | Клімат : Брокен-Боу | Клімат : Брокен-Боу | Клімат : Брокен-Боу | Клімат : Брокен-Боу | Клімат : Брокен-Боу | Клімат : Брокен-Боу | Клімат : Брокен-Боу | Клімат : Брокен-Боу | Клімат : Брокен-Боу |
| Показник                 | Січ.                | Лют.                | Бер.                | Квіт.               | Трав.               | Черв.               | Лип.                | Серп.               | Вер.                | Жовт.               | Лист.               | Груд.               | Рік                 |
| Середній максимум, °C    | 10,9                | 13,6                | 18,6                | 23,7                | 27,2                | 31,3                | 33,9                | 34,1                | 30,0                | 24,7                | 18,2                | 12,7                | 23,2                |
| Середній мінімум, °C     | −2,8                | −0,6                | 3,9                 | 9,1                 | 13,8                | 18,0                | 20,0                | 19,4                | 16,3                | 9,3                 | 4,3                 | −0,8                | 9,2                 |
| Норма опадів, мм         | 74                  | 89                  | 135                 | 119                 | 168                 | 109                 | 99                  | 79                  | 119                 | 109                 | 114                 | 104                 | 1318                |
| ------------------------ | ------------------- | ------------------- | ------------------- | ------------------- | ------------------- | ------------------- | ------------------- | ------------------- | ------------------- | ------------------- | ------------------- | ------------------- | ------------------- |
| Джерело: Weatherbase.com |                     |                     |                     |                     |                     |                     |                     |                     |                     |                     |                     |                     |                     |

## Демографія
Згідно з переписом 2010 року, у місті мешкало 4120 осіб у 1599 домогосподарствах у складі 1036 родин. Густота населення становила 258 осіб/км².  Було 1793 помешкання (112/км²).
Расовий склад населення:
| - 61,8 % — білих - 18,5 % — корінних американців - 8,3 % — чорних або афроамериканців - 0,6 % — азіатів - 3,9 % — осіб інших рас |

До двох чи більше рас належало 6,8 %. Частка іспаномовних становила 7,7 % від усіх жителів.
За віковим діапазоном населення розподілялося таким чином: 29,9 % — особи молодші 18 років, 54,2 % — особи у віці 18—64 років, 15,9 % — особи у віці 65 років та старші. Медіана віку мешканця становила 35,3 року. На 100 осіб жіночої статі у місті припадало 86,0 чоловіків;  на 100 жінок у віці від 18 років та старших — 77,7 чоловіків також старших 18 років.
Середній дохід на одне домашнє господарство  становив 37 477 доларів США (медіана — 27 201), а середній дохід на одну сім'ю — 41 742 долари (медіана — 31 299). Медіана доходів становила 31 156 доларів для чоловіків та 22 734 долари для жінок. За межею бідності перебувало 33,9 % осіб, у тому числі 39,3 % дітей у віці до 18 років та 25,8 % осіб у віці 65 років та старших.
Цивільне працевлаштоване населення становило 1388 осіб. Основні галузі зайнятості: виробництво — 23,7 %, освіта, охорона здоров'я та соціальна допомога — 20,6 %, роздрібна торгівля — 11,7 %, мистецтво, розваги та відпочинок — 9,0 %.